# Burgtheater
Burgtheater är en teater i Wien. Teatern grundades 1741 Den nuvarande byggnaden vid Ringstrasse uppfördes 1888 efter ritningar av Gottfried Semper och Karl Freiherr von Hasenauer.

## Bakgrund
Maria Teresia av Österrike lät 1741 inrätta en teater i sitt bollhus där såväl italiensk opera som tyska skådespel uppfördes. 1748-1756 ombyggdes bollhuset efter hand till en verklig teater och 1752-1772 spelade främst franska skådespelare där. Under Josef II fick teatern sin fasta och nationella form. Den lades 1826 helt under hovförvaltningen och utvecklade sig sedan med frikostigt understöd av kejsaren särskilt under Heinrich Laube och Franz von Dingelstedts tid som teaterledare. Teatern blev efter revolutionen 1918 statsteater.
Byggnaden skadades svårt under en bombräd 12 mars 1945 och ytterligare skador orsakades av en brand en månad senare. Teatern återuppbyggdes 1953-55. 
Burgtheater har ett stort internationellt anseende. Den betraktas ibland som en av Europas förnämsta scener.